# Johann Paul Stecher
Johann Paul Stecher (* 12. Februar 1662 in Erdmannsdorf; † 21. September 1737 in Schönebeck) war Amtmann und Bergwerksfaktor in Rothenburg (Saale), Berliner Obermühleninspektor, Pächter der Saline in Schönebeck, Gründer und Pächter der königlichen Saline in Halle (Saale), Domänenrat, Erb-, Lehn- und Gerichtsherr auf Beuchlitz und Schlettau.

## Leben
Stecher entstammt einem sächsischen Müllergeschlecht, das sich bis ins 16. Jahrhundert in der Umgegend von Chemnitz nachweisen lässt.
Er heiratete Anna Elisabeth aus Dössel, deren Nachname unbekannt ist und die am 16. April 1717 in Rothenburg starb. Er hatte vier Söhne und sechs Töchter aus dieser Ehe.
Mit seinem im Laufe des Lebens erwirtschafteten Vermögen erwarb er Land (u. a. in Rothenburg, Cönnern und Domersleben) und Immobilien (Garsena, Cönnern, Schönebeck, Rittergut Beuchlitz). Beigesetzt wurde er am 21. Oktober 1737 in einem Erbbegräbnis in der Krypta der Kirche von Beuchlitz, wo ein Epitaph mit Bild an ihn erinnert.

## Wirken
1694 war Stecher Mühlenpächter in Rothenburg/Saale, 1696 Bergwerksfaktor in Rothenburg, 1699 Mühlenpächter in Berlin. 1702–1708 und von 1711 bis 1717 war er Amtmann in Rothenburg. 1712 Pächter der Saaleschifffahrt. 1714–1731 Pächter der Steinkohlebergwerke in Rothenburg und Löbejün. Bereits seit 1700 Obermühleninspektor erhielt er 1716 die Oberaufsicht über sämtliche königliche Mühlen im Raum Berlin. 1717 wurde er Pächter der königlichen Saline in Schönebeck, 1720 Pächter der königlichen Saline in Halle (Liste der Salinen Deutschlands). 1724 wurde er königlich-preußischer Kriegs- und Domänenrat.
Als Obermühleninspektor in Berlin, wo er von 1701 bis 1711 (zusätzlich?) Wohnung genommen hatte, trug er erfolgreich zur Trockenlegung der Stadt bei und steigerte den Mahlertrag der Mahlmühlen durch eine eigene im Einzelnen nicht bekannte Erfindung. Mit der Übertragung einer Idee des Amtskammerrats Bartholdi aus Schönebeck auf Halle, die Sole aus der Stadt in eine neuerrichtete mit den Halloren konkurrierende regelrechte Salzfabrik westlich der Saale abzuleiten, füllte er des preußischen Königs Kassen. Durch die Vorschaltung von Vorwärmepfannen sparte er Brennmaterial ein. Er nutzte die Wirtschaftspolitik seines Königs, staatliche Unternehmen durch Privatleute betreiben zu lassen und pachtete die Salinen in Schönebeck und Halle, die Saaleschifffahrt und nahegelegene Kohlebergwerke. Halle entwickelte sich „neben Schönebeck zum zweiten großen Salzlieferanten im preußischen Staat“. Durch Mitpächter (Friedrich von Görne, Gustav von Mardefeld, N. Burghoff, Daniel und Johann Christoph Lohse) minimierte er zunächst sein wirtschaftliches Risiko. Freilich haftete er mit einer Sicherheitskaution, mit seinem Gesamtvermögen und auch persönlich.
Durch eine der Saline gehörige Schule für die Kinder der Salinenarbeiter trug er ab 1723 zur Hebung der allgemeinen Bildung bei. 1732 führte er eine erste Arbeitsordnung ein, die wegen ihrer Schärfe von der Kammer gemäßigt wurde. Von Seiten des Staates war der Absatz des Salinensalzes begünstigt. Die Salzkonskription von 1720 bestimmte, dass jede Person über 14 im Jahre mindestens 4–6 kg Salz in den staatlichen Verkaufsstellen kaufen musste. Und durch die Einführung des preußischen Salzregals im Herzogtum Magdeburg 1726 war die Salzeinfuhr von außerhalb untersagt. Gleichzeitig war Stecher an königliche Privilegien gebunden und musste z. B. an das Waisenhaus von August Hermann Francke jährlich 50 Scheffel Salz kostenlos liefern. < Dreyhaupt, S. 539>.
Bei aller Gunst König Friedrich Wilhelms I., der 1713 in Garsena und später in Schönebeck (mit dem Kronprinzen) bei ihm zu Gast war <Arnswaldt, S. 21f.>, blieb dieser doch Souverän und Autorität genug, ihn 1728 wegen eines Wildwasserdurchbruchs in einen Soleschacht in Schönebeck vorübergehend zu inhaftieren und gegen eine Kaution von 10.000 Reichstalern freizulassen.
Stecher konnte durch verschiedene Maßnahmen die Selbstkosten um ein Drittel verringern. Unter seiner Leitung überholte die Saline in Schönebeck sogar die in Halle. <Heiber, S. 29>. Sein Nachfolger wurde sein Sohn Johann Christoph von Stecher (1706–1762).